# 유정 (1979년 드라마)
《유정》은 1979년 8월 17일에 방영된 KBS 문예극장이다.

## 등장 인물
- 민욱
- 한혜경
- 박혜숙
- 박충신
- 양영준
- 이진숙
- 박경득